# Heterophleps triguttaria
Heterophleps triguttaria är en fjärilsart som beskrevs av Herrich-Schäffer 1854. Heterophleps triguttaria ingår i släktet Heterophleps och familjen mätare. Inga underarter finns listade i Catalogue of Life.